# Cinara plurisensoriata
Cinara plurisensoriata är en insektsart. Cinara plurisensoriata ingår i släktet Cinara och familjen långrörsbladlöss. Inga underarter finns listade i Catalogue of Life.